# Нордро, Грета
Грета Кристина Нордро (норв. Grete Kristine Nordrå; 22 ноября 1924, Аскер, Акерсхус — 13 марта 2012, Берген) — норвежская актриса театра и кино. Известна по ролям матери Эллинга в фильме «Мама Эллинга» и Анны Нешов в телесериале «Берлинские тополя».

## Биография
Нордро дебютировала в 1949 году как танцовщица в театре Эддеркоппен в Осло, а затем выступала в театре Chat Noir. В 1952 году она дебютировала как актриса в театре Folketeatret в Осло, где работала до 1959 года. С 1961 года она выступала в театре Oslo Nye Teater. И в том же году перешла в театр Trøndelag Teater в Тронхейме, где оставалась до 1968 года. Затем она переехала в Осло в Det norske teatret до 1974 года, после чего выступала как актриса в Teatret Vårt в Мёре-ог-Ромсдале с 1974 по 1976 год и в Rogaland Teater в Ставангере с 1976 по 1982 год. В 1982 году она начала выступать в Den Nationale SceneTheatre в Бергене, где проработала более 20 лет. У Нордро также были различные роли в театральных представлениях на открытом воздухе Spelet om Heilag Olav (Фестиваль Святого Олафа) в Вердале в Северном Трёнделаге и в исторической пьесе Kristkongane på Moster (Христос Царь в Мостере) в Mostraspelet (Фестиваль Мостера) на острове Мостер в Хордаланде.
В художественных фильмах Нордро получила свою первую роль в фильме «Trost i taklampa» в 1955 году.  В целом, с тех пор Нордро снялась как актриса в нескольких фильмах и телевизионных постановках в различных ролях, включая «Ni liv», «Hustruer», «Medmenneske», «Lars i porten», «Elling - Not without my mother» и «Berlinerpoplene».
15 декабря 2003 года король Харальд V наградил Нордро «за вклад в норвежский театр» и присвоил ей степень «кавалер 1-го класса ордена Святого Олафа».

## Фильмография

### Фильмы
- Trost i taklampa (1955)
- Девять жизней / Ni liv (1957) — стенографистка
- Frøken Rosita (1969)
- Douglas (1970)
- Rødblått paradis (1971)
- Hustruer (1975)
- Lars i porten (1984)
- Landstrykere (1990)
- The Witches (1990)
- For dagene er onde (1991)
- Naustet (1997)
- Evas øye (1999)
- Bornholms stemme (1999)
- Da jeg traff Jesus… med sprettert (2000)
- Det største i verden (2001)
- Mors Elling (2003)
- Hva skjer 'a Jonatan (2007)

### Телесериалы
- Medmenneske (1981)
- Fedrelandet (1991)
- Fortuna (1993)
- Ca. lykkelig (2000)